# Андрюшин, Александр Иосифович
Александр Иосифович Андрюшин — советский хозяйственный, государственный и политический деятель.

## Биография
Родился в 1911 году в Дзаауджикау. Член КПСС.
С 1930 года — на хозяйственной, общественной и политической работе. В 1930—1988 гг. — рабочий, мастер, заведующий отделом техпропаганды и БРиЗ Московского завода редких элементов, секретарь комсомольской организации Дзержинского района Москвы и завода «Борец», начальник цеха, заместитель директора, директор Московского комбината твёрдых сплавов.
За создание новых образцов боеприпасов и разработку технологии их производства был удостоен в составе коллектива Сталинской премии 3-й степени 1946 года.
Делегат XXVII съезда КПСС.
Умер в Москве в 1993 году.